# رائول کاسترونوو
رائول کاسترونوو (انگلیسی: Raúl Castronovo؛ زادهٔ ۱۱ ژانویهٔ ۱۹۴۹) بازیکن فوتبال سابق اهل آرژانتین است.
از باشگاه‌هایی که در آن بازی کرده‌است می‌توان به باشگاه فوتبال نانسی، باشگاه فوتبال پنیارول، باشگاه فوتبال روساریو سنترال، باشگاه فوتبال هرکولس، و باشگاه فوتبال مالاگا اشاره کرد.